# Championnat de France de rugby à XV de 1re division fédérale 2000-2001
Navigation
Nationale 1 1999-2000 Fédérale 1 2001-2002
Le championnat de France de rugby à XV de 1re division fédérale 2000-2001 voit s'affronter 14 équipes en Promotion Nationale et 48 équipes réparties dans 4 poules. Seul le vainqueur de la Promotion Nationale est promu en Pro D2 à l'issue de la saison. 
À la suite de la professionnalisation de la 2e division, une diminution du nombre d'équipes dans la division supérieure est actée. Pour cette saison, le championnat de Nationale 1 est divisé en deux championnats distincts : la Promotion Nationale et la Nationale 1. La Promotion Nationale est supprimée l'année suivante et fusionnée avec la Nationale 1 (renommée Fédérale 1).

## Promotion Nationale

### Phase de poule
| Rang | Club                | J  | V  | N | D  | Pm | Pe | Diff | Pts |
| ---- | ------------------- | -- | -- | - | -- | -- | -- | ---- | --- |
| 1    | US Tours            | 24 | 19 | 0 | 5  | 0  | 0  | 0    | 62  |
| 2    | SC Albi             | 24 | 17 | 0 | 7  | 0  | 0  | 0    | 58  |
| 3    | Balma ORC           | 24 | 16 | 1 | 7  | 0  | 0  | 0    | 57  |
| 4    | FC Oloron           | 24 | 16 | 1 | 7  | 0  | 0  | 0    | 57  |
| 5    | US bressane         | 24 | 14 | 0 | 10 | 0  | 0  | 0    | 52  |
| 6    | Stade bordelais     | 24 | 13 | 1 | 10 | 0  | 0  | 0    | 51  |
| 7    | Avenir valencien    | 24 | 12 | 1 | 11 | 0  | 0  | 0    | 49  |
| 8    | SC Graulhet         | 24 | 11 | 1 | 12 | 0  | 0  | 0    | 47  |
| 9    | Stade dijonnais     | 24 | 10 | 1 | 13 | 0  | 0  | 0    | 50  |
| 10   | RC Creusot          | 24 | 8  | 2 | 14 | 0  | 0  | 0    | 42  |
| 11   | RC Strasbourg       | 24 | 5  | 2 | 17 | 0  | 0  | 0    | 36  |
| 12   | US Montélimar       | 24 | 5  | 1 | 18 | 0  | 0  | 0    | 35  |
| 13   | Lombez Samatan club | 24 | 5  | 0 | 19 | 0  | 0  | 0    | 33  |
| 14   | RRC Nice            | 0  | 0  | 0 | 0  | 0  | 0  | 0    | 0   |

### Finale
| Samedi 17 juin 2001 | US Tours                                                                | 18 - 12 (9 - 3) | SC Albi                                                 | Stade Chanzy, Angoulême |
| Samedi 17 juin 2001 | Pénalité(s) : 6 Laurent Lageyre (3e), (19e), (30e), (38e), (64e), (70e) |                 | Pénalité(s) : 4 Patrice Giry (21e), (48e), (50e), (70e) | Stade Chanzy, Angoulême |
| Samedi 17 juin 2001 |                                                                         |                 |                                                         | Stade Chanzy, Angoulême |

| Titulaires · Laurent Bugard 15 · Stéphane Ruiz 14 · Murphy Taele 13 · Christian Etchebarne 12 · 64e Sébastien Dale 11 · Laurent Lageyre 10 · 53e Thomas Dourthe 9 · Sébastien Vitini 8 · 63e Yann Labrit 7 · Thomas Cassen 6 · 50e Olivier Boullier 5 · Olivier Esterez 4 · 50e Vincent Violle 3 · 80e Stéphane Durand 2 · 80e Martial Carrière 1 · Remplaçants · 80e Bertrand Laurin 16 · 80e Olivier Deschamps 17 · 50e Mathieu Gaudin 18 · 50e Florent Castanetto 19 · 63e Florent Reinbold 20 · 53e Pascal Malié 21 · 64e Marc Gracieux 22 · Entraîneur · Jean Anturville |  | Titulaires · 15 Lilian Andrieu · 14 Johan David 53e · 13 Peyo Harriet · 12 Xavier Rieuneau 71e · 11 Jérôme Durand · 10 Patrice Giry · 9 Christophe Lucquiaud · 8 Patrick Alibert · 7 Christophe Clergue 74e · 6 Jérôme Dal · 5 Vincent Boube · 4 Jean-Christophe Bacca 65e · 3 Jean-Luc Hermine 69e · 2 Patrice Sable 80e · 1 Jean-Michel Malet 40e · Remplaçants · 16 Romain Pourquier 80e · 17 Sébastien Dona 40e · 18 Carrière 69e · 19 Sylvain Cordiries 65e · 20 Laurent Cadalen 74e · 21 Serge Louembet 71e · 22 Christophe Legrand 53e · Entraîneur · Eric Bechu, Daniel Blach |

## Nationale 1

### Phase de poule
Poule A
| Pos | Équipe                | Points |
| --- | --------------------- | ------ |
| 1   | Paris université club |        |
| 2   | US Oyonnax            |        |
| 3   | US Metro              |        |
| 4   | SO Chambéry           |        |
| 5   | CS Lons Jura          |        |
| 6   | US Montmélian         |        |
|     | RC Chalon             |        |
|     | Pontarlier            |        |
|     | FC Saint-Claude       |        |
|     | Viry-Châtillon        |        |
|     | RC Orléans            |        |
|     | AS Mâcon              |        |

Poule B
| Pos | Équipe           | Points |
| --- | ---------------- | ------ |
| 1   | RC Châteaurenard |        |
| 2   | Lyon OU          |        |
| 3   | Bédarrides       |        |
| 4   | RC Cannes        |        |
| 5   | Millau           |        |
| 6   | La Valette       |        |
|     | Albertville      |        |
|     | Céret            |        |
|     | Valence sportif  |        |
|     | SC Mazamet       |        |
|     | Sérignan         |        |
|     | Vizille          |        |

Poule C
| Pos | Équipe               | Points |
| --- | -------------------- | ------ |
| 1   | FC Lourdes           |        |
| 2   | FC villefranchois    |        |
| 3   | Montréjeau           |        |
| 4   | Saint-Jean-de-Luz OR |        |
| 5   | Garazi               |        |
| 6   | Stade bagnérais      |        |
|     | US Baigorri          |        |
|     | US Coarraze Nay      |        |
|     | SA Mauléon           |        |
|     | Saint-Girons SC      |        |
|     | Lannemezan           |        |
|     | Miélan               |        |

Poule D
| Pos | Équipe         | Points |
| --- | -------------- | ------ |
| 1   | US La Teste    |        |
| 2   | Saint-Paul SR  |        |
| 3   | CA Sarlat      |        |
| 4   | USA Limoges    |        |
| 5   | SC Angoulême   |        |
| 6   | US Fumel Libos |        |
|     | Lormont        |        |
|     | Peyrehorade    |        |
|     | US Bergerac    |        |
|     | Avenir aturin  |        |
|     | Gourdon        |        |
|     | Malemort       |        |

### Finale
| Date    | Équipe 1   | Équipe 2    | Résultat |
| ------- | ---------- | ----------- | -------- |
| 16 juin | US Oyonnax | US La Teste | 33-16    |